# Junior-EM i badminton 2011
Junior-EM i badminton 2011 blev afviklet i Vantaa i Energia Areena Finland mellem den 15.-24. april 2011.

## Medaljetagere
| Disziplin    | Guld                                | Sølv                                 | Bronze                                   |
| ------------ | ----------------------------------- | ------------------------------------ | ---------------------------------------- |
| Herresingle  | Viktor Axelsen                      | Rasmus Fladberg                      | Emre Lale                                |
| Herresingle  | Viktor Axelsen                      | Rasmus Fladberg                      | Kasper Lehikoinen                        |
| Damesingle   | Carolina Marín                      | Beatriz Corrales                     | Özge Bayrak                              |
| Damesingle   | Carolina Marín                      | Beatriz Corrales                     | Fabienne Deprez                          |
| Herredouble  | Chris Coles Matthew Nottingham      | Fabian Holzer Max Schwenger          | Kim Astrup Sørensen Rasmus Fladberg      |
| Herredouble  | Chris Coles Matthew Nottingham      | Fabian Holzer Max Schwenger          | Lucas Corvée Joris Grosjean              |
| Damedouble   | Mette Poulsen Ditte Strung Larsen   | Thamar Peters Josephine Wentholt     | Isabel Herttrich Inken Wienefeld         |
| Damedouble   | Mette Poulsen Ditte Strung Larsen   | Thamar Peters Josephine Wentholt     | Sandra-Maria Jensen Line Kjærsfeldt      |
| Mixed-double | Kim Astrup Sørensen Line Kjærsfeldt | Matthew Nottingham Helena Lewczynska | Max Schwenger Isabel Herttrich           |
| Mixed-double | Kim Astrup Sørensen Line Kjærsfeldt | Matthew Nottingham Helena Lewczynska | Jim Middelburg Soraya de Visch Eijbergen |
| Hold         | Tyskland                            | Rusland                              | Danmark                                  |
| Hold         | Tyskland                            | Rusland                              | Ukraine                                  |